# قلعة هارا

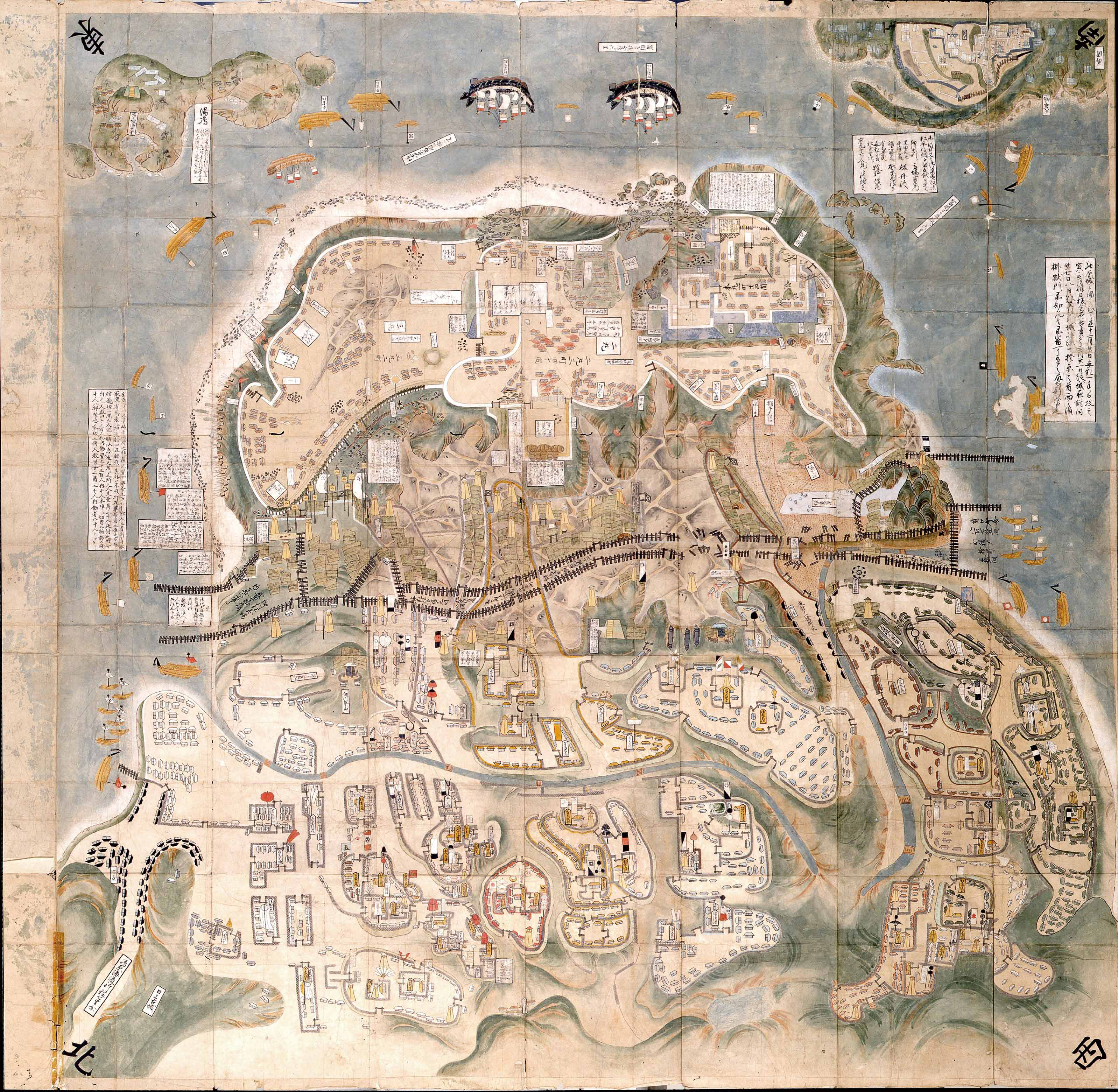
مخطط لقلعة هارا في القرن السابع عشر خلال تمرد شيمبارا.

قلعة هارا هي قلعة يابانية في مقاطعة هيزين في اليابان. تعد آثار وبقايا قلعة هارا من مواقع التراث العالمي منذ عام 2018.